# 산본도서관
산본도서관은 경기도 군포시 소재의 도서관이다.

## 시설현황
- 2층: 문화강좌실, 열람실, 디지털자료실, 노트북실
- 1층: 종합자료실, 실버실, 어린이자료실
- 지하1층: 보존서고, 매점(휴게실), 기계실

## 이용 안내
이용 시간
- 종합자료실: 화~금요일 09:00 ~ 22:00 / 토·일요일 09:00 ~ 18:00
- 어린이자료실, 디지털자료실: 화~일요일 09:00 ~ 18:00
- 열람실: 월요일 09:00 ~ 18:00 / 화~일요일 07:00 ~ 24:00

휴관일
- 매주 월요일
- 법정공휴일
- 1월 1일, 설 연휴, 추석 연휴